# Fimbristylis trigastrocarya
Fimbristylis trigastrocarya är en halvgräsart som beskrevs av Ferdinand von Mueller. Fimbristylis trigastrocarya ingår i släktet Fimbristylis och familjen halvgräs. Inga underarter finns listade i Catalogue of Life.